# Эккерман, Иоганн Петер
Иога́нн Пе́тер Э́ккерман (нем. Johann Peter Eckermann; 21 сентября 1792[…], Винзен, Нижняя Саксония — 3 декабря 1854[…], Веймар, Германский союз) — немецкий писатель

, литературовед и поэт. Известен своими исследованиями творчества Иоганна Вольфганга Гёте, другом и секретарём которого он был.

## Биография
После службы добровольцем на войне против Наполеона I (1813—1814) получил должность секретаря в военном департаменте в Ганновере. В 1817 году посещал гимназию в Ганновере, затем в 1821—1822 годах учился в Гёттингенском университете.
С Гёте Эккерман познакомился в 1823 году, послав ему свою рукопись «Beiträge zur Poesie mit besonderer Hinweisung auf Goethe». Переехав вскоре в Веймар по приглашению Гёте, Эккерман зарабатывал на жизнь частной преподавательской деятельностью, обучая сына великого герцога Саксен-Веймар-Эйзенахского. В 1830 году он посетил Италию вместе с сыном Гёте Августом. В 1838 году получил должность советника великого герцога и библиотекаря великой герцогини.

## Творчество
Эккерман внёс значительный вклад в исследование творчества великого поэта. Главная его работа — «Разговоры с Гёте в последние годы его жизни, 1823—32» («Gespräche mit Goethe in den letzten Jahren seines Lebens, 1823-32», 3 тт., 1836—1848) в жанре застольной беседы — переведена почти на все европейские языки, первый сокращённый русский перевод 1891 года, полный — 1934 года. Источником работы послужили записи, сделанные с разрешения Гёте. Включает не только записи бесед с самим Гёте, но также информацию о жизни поэта.
Также опубликовал «Nachgelassene Schriften» Гёте (посмертные работы, 1832—1833). Вместе с Фридрихом Вильгельмом Римером был соредактором полного собрания сочинений Гёте в 40 тт. (1839—1840).
Собственные художественные произведения Эккермана — сборники стихов 1821 и 1838 годов.

## Издания на русском языке
- Эккерман И. П. Разговоры Гёте, собранные Эккерманом в 2-х кн. Пер. Д. Аверкиева.  — СПб., изд. Суворина, 1891. 2-изд.  — 1905.
- Эккерман И. П. Разговоры с Гёте в последние годы его жизни. пер. Е. Рудневой. — М. - Л. Academia, 1934. — 966 с., 5 300 экз.
- Эккерман И. П. Разговоры с Гёте в последние годы его жизни. пер. Н. Ман.  — М., Худож. лит. 1981 г. — 672 с. 100 000 экз.;  1986 г.  50 000 экз.
- Эккерман И. П. Разговоры с Гёте в последние годы его жизни. пер. Н. Ман.  — Ереван, Айастан, 1988.  — 672 с., 100 000 экз.